# Meg den Hartog
Meg de Weijer, (30 december 1952), is een Nederlandse kunstschilder en woont en werkt in Houten.

## Leven en werk
Meg de Weijer groeit op met ouders die tekenen, schilderen, beeldhouwen en ontwerpen. Naast haar werkzaamheden en opleidingen op het gebied van psychologie, personeelsmanagement, voedingsleer en homeopathie is zij altijd actief als kunstschilder. De rode draad in haar werk en kunstenaarschap vormt mensenkennis. 
Na diverse schildercursussen gaat Meg de Weijer in de leer bij Poen de Wijs, die zijn kennis en techniek aan haar overbrengt in de periode 2005 tot 2014. De techniek wordt de ‘stricheltechnik’ genoemd, waarbij in diverse lagen door middel van kleine streepjes wordt toegewerkt naar een zeer realistisch beeld. Met die techniek ontwikkelt zij een eigen romantisch-realistische stijl, die afwijkt van haar leermeester die vooral magisch realistische schilderijen maakt. Zij portretteert Poen de Wijs enkele malen, waaronder vlak voor zijn overlijden in 2014. Dat portret maakt sinds 2018 onderdeel uit van de museumcollectie van Musiom in Amersfoort, waar ook diverse werken van Poen de Wijs deel van uitmaken en geregeld samen getoond worden.
Een belangrijk thema van het werk van Meg de Weijer vormt de mens. Zij schildert mensfiguren en portretten met veel aandacht voor details en gevoel voor persoonlijkheid. Zij specialiseert zich ook in het schilderen van stoffen, zoals (kanten) kleding en zakdoekjes. Daarnaast bestaat haar oeuvre
uit portretten van dieren.
Meg den Hartog schildert met acrylverf op linnen of paneel en verwerkt geregeld bladgoud en palladium in haar schilderijen, zowel als ondergrond als in de details van de onderwerpen. Verder verwerkt zij soms poeder van diamant en maakt haar eigen verf met lapis lazuli.

## Vertegenwoordigd door (selectie)
- Galerie De Twee Pauwen, Den Haag
- Galerie Pictura, Bergen
- Kunstgalerie Staphorsius, Westzaan
- Galerie de Vreugd en Hendriks, Zandvoort
- Galerie Art Fusion, Amsterdam

Werk in Musiom, Amersfoort

## Fotogalerij

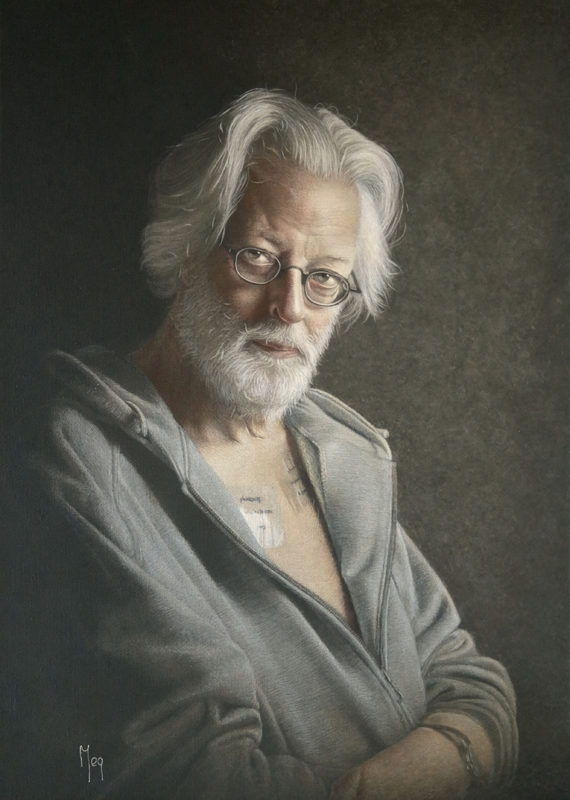
Poen de Wijs (2014), Musiom
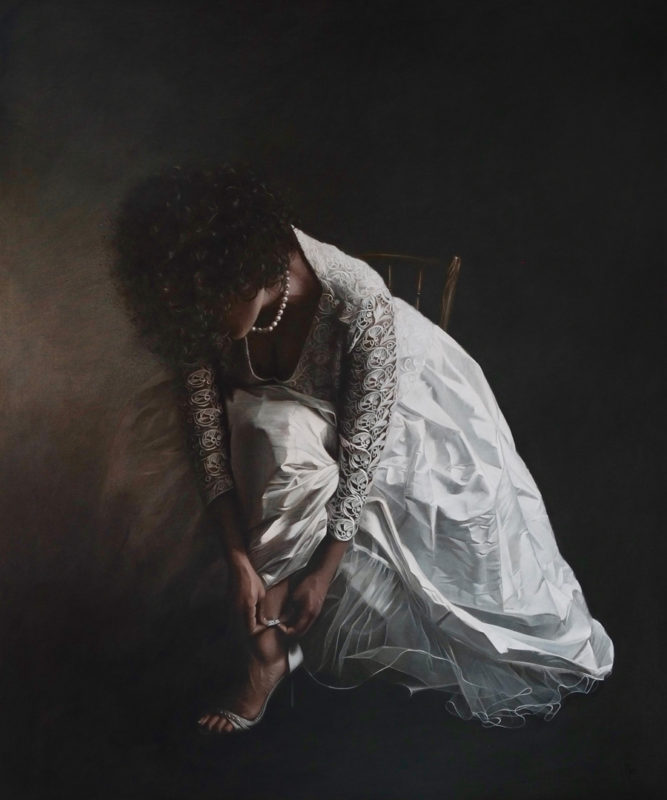
Verwachting (2017)
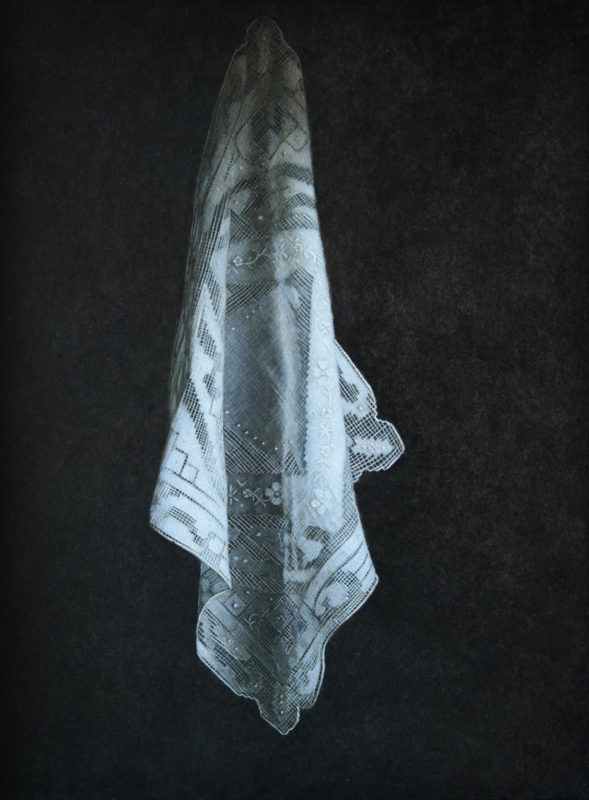
Zakdoekje (2018)